# Droit des premiers secours en France
Les premiers secours sont les soins apportés en urgence à la victime d'un accident. Dans certains pays, il y a encore peu (moins de cinquante ans), le fait d'apporter du secours ne pouvait pas donner de conséquences négatives : il ne s'agissait que d'un acte altruiste. Aujourd'hui, dans certains pays, les secouristes craignent la répercussion pénale d'un acte négatif ou de la simple exécution d'un acte non autorisé.

## Droit et premiers secours

### Judiciarisation des premiers secours

#### En France
Il y a encore peu, ce domaine était totalement hors du droit et ne concernait que la morale. Ce n'est qu'après la création du délit de non-assistance à personne en danger, par le régime de Vichy, en 1945, que le droit s'est emparé officiellement du sujet.

#### Dans d'autres pays
Les rapports entre le droit et les premiers secours ont commencé par la création d'une mise en responsabilité des médecins pour faute professionnelle. En effet, dans des pays comme les États-Unis, cette responsabilité est très forte. On peut se souvenir des problèmes posés en France avec la responsabilité des médecins et la hausse de leurs assurances professionnelles.
De plus en parallèle à ces problèmes subsiste le risque d'exercice illégal de la médecine. Dans de nombreux pays, les professions médicales et paramédicales sont réglementées, et donc l'exercice de certains actes peut être puni par la loi. Cette incrimination était, il y a peu encore, réservée à ceux qu'on pourrait appeler « les faux médecins » qui, en l'absence de diplôme, prescrivent des médicaments ou auscultent des malades dans un cabinet.
Les premiers témoins intervenant sur un accident ou un malaise craignent donc d'être confrontés à ce problème, car bien que non professionnels de santé, ils interviennent dans le domaine de la santé humaine, et certains gestes de premiers secours peuvent nécessiter une manipulation de la victime.

### Conciliation de la protection des victimes et des «probables sauveteurs»
Comme d'habitude, le droit a donc dû faire l'équilibre entre des intérêts contraires pour la victime :
- entre une protection forte de la victime pour éviter les abus des « sauveurs » mal formés qui peuvent aggraver la situation
- et entre la possibilité pour un sauveteur d'agir dans une circonstance de sécurité juridique, voire l'obligation pour un tiers de porter secours, l'action du premier témoin étant souvent l'élément clef permettant de sauver la vie de la victime.

Équilibre donc entre la nécessité d'agir et la nécessité de ne pas faire de geste néfaste, donc de ne pas agir au-delà d'un certain cadre.

## En France

### Droit d'être secouru
La protection des populations (sûreté, protection de la santé) face aux accidents quotidiens, maladies et catastrophes (calamités), est une des fonctions de l'État, qui est inscrite explicitement dans la Constitution française.
L'État organise donc les secours publics, pour les situations normales (risque quotidien) comme pour les situations d'exception (catastrophes) :
- aide médicale urgente et transport sanitaires ;
- accueil des urgences à l'hôpital ;
- sécurité des populations et de la prévention des risques ;
- obligation pour les opérateurs de télécommunications d'acheminer les appels vers les secours publics.

Voir l'article détaillé Organisation des secours en France.

#### Textes relatifs au droit d'être secouru
- la Constitution, et notamment
  - les 11e et 12e paragraphes du préambule à la Constitution de 1946 qui y est annexé,
  - l'article 2 de la Déclaration des droits de l'homme et du citoyen (1789) qui y est annexé ;
- Déclaration universelle des droits de l'homme (1948), un des traités internationaux qu'a ratifié la France, articles 3, 22 et 25 ;
- le code de la santé publique, « Chapitre préliminaire : Droits de la personne » (articles L1110-1 et suivants) ;
- la partie « Textes législatifs » de l'article sur l'aide médicale urgente
- le code de la sécurité intérieure, article L111-1 ;
- la partie « Textes législatifs » de l'article sur les sapeurs-pompiers ;
- Autorité de régulation des télécommunications — Décision n° 2002-1179 du 19 décembre 2002 établissant la liste des numéros d'urgence devant être acheminés gratuitement par les opérateurs de télécommunications autorisés au titre des articles L. 33-1 et L. 34-1 du code des postes et télécommunications, NOR : ARTL0200744S (JO n° 155 du 6 juillet 2003 page 11 520).

### Devoir de secourir
Le code pénal condamne l'entrave aux mesures d'assistance et l'omission de porter secours, et notamment l'« abstention volontaire de porter assistance à personne en péril »,
(concept plus connu sous le nom de non assistance à personne en danger).
Lorsqu'une personne a connaissance d'un danger, elle est tenue légalement de tout faire pour combattre ce danger et aider les victimes dans la mesure de ses connaissances et de ses moyens, sans toutefois mettre en danger sa vie ou celle des autres. Le minimum est d'assurer une protection — baliser l'accident, supprimer le danger (p.ex. couper le courant, arrêter un appareil…), mettre les personnes alentour en sécurité — et de prévenir ou faire prévenir les secours publics. Lorsqu'une personne provoque un accident, elle est tenue légalement de la même manière de porter secours et prévenir les secours.
La passivité face à une situation, par exemple en n'avertissant pas une personne de la présence d'un danger, peut aboutir à la notion de « mise en danger d'autrui », ou, dans une moindre mesure, la notion « d'atteinte à l'intégrité physique par manquement à une obligation de prudence ». Le code pénal punit également « Le délaissement, en un lieu quelconque, d'une personne qui n'est pas en mesure de se protéger en raison de son âge ou de son état physique ou psychique ».
Par ailleurs, l'entrave à l'intervention des secours publics est également condamnée, notamment, les usagers de la route doivent céder la priorité aux véhicules d'intervention d'urgence.

### Protection pénale du sauveteur
La question cruciale pour le sauveteur est « puis-je être condamné si je fais un mauvais geste ? »
Il convient de distinguer deux types de condamnation :
- la condamnation civile : « qui casse paie », il s'agit du dédommagement du préjudice causé à la victime, sous la forme de dommages-intérêts ;
- la condamnation pénale : il s'agit de punir un comportement jugé illégal, habituellement par une amende, un travail d'intérêt général ou une peine de prison ; il s'agit de réguler les comportements sociaux.

L'article 122-7 du code pénal précise qu'une personne ne peut être poursuivie pénalement si elle mène une action proportionnelle au risque. Le point important est donc de bien évaluer le risque avant d'agir, ce qui, bien sûr, est loin d'être évident en situation de stress, notamment en présence d'un risque imminent. Mais par exemple, on ne peut pas reprocher à une personne d'avoir vidé un extincteur sur un feu naissant, d'avoir tiré le signal d'alarme en présence d'un malaise, alors que ces comportements sont condamnés s'il n'y a pas de risque. On ne pourra pas non plus poursuivre pour coups et blessures une personne qui a cassé des côtes en pratiquant un massage cardiaque sur une personne en arrêt cardiorespiratoire, ou d'avoir aggravé un traumatisme en tournant une personne inconsciente sur le côté (position latérale de sécurité)  —  ceci parce que ces gestes sont proportionnels aux risques (en l'occurrence, dans les deux cas cités, risque de décès).
Si l'article 121-3 du Code pénal qualifie de délit de mise en danger délibérée de la vie d'autrui un manquement aux diligences normales attendues de l'auteur des faits, il précise que cette appréciation dépend de la nature des missions ou fonctions, des compétences de l'intéressé et du pouvoir et moyens dont il disposait. Or s'agissant de la responsabilité pénale des personnes concourant à la sécurité civile, l'article L. 721-1 du Code de la sécurité intérieure indique que les diligences normales s'apprécient au regard notamment de l'urgence dans laquelle les citoyens sauveteurs interviennent et des informations dont ils disposent au moment de leur intervention. S'agissant de leur responsabilité civile, le même article les exonère totalement, sauf en cas de faute lourde ou intentionnelle.
Par ailleurs, le secouriste, s'il subit lui-même un dommage lors de son intervention, peut invoquer la notion de « collaborateur occasionnel du service public » . Le secouriste bénéficie alors du régime de la responsabilité sans faute envers l’État : l'indemnisation de son dommage sera prise en charge par l’État, sauf force majeure ou faute de sa part.
Les collaborateurs occasionnels du service public bénéficient, par ailleurs, au même titre que les agents publics, de la protection prévue par les articles L. 134-1 du Code général de la fonction publique.
Dans le cas d'une victime d'un crime ou d'un délit (par exemple viol, agression, victime infraction routière), les soins prodigués à la victime peuvent modifier l'état des lieux et gêner l'enquête policière ; toutefois, les soins à la victime priment, et le sauveteur ne peut être poursuivi pénalement pour obstruction à l'enquête (art. 55 du code de procédure pénale).

#### Loi du 3 juillet 2020
La loi n° 2020-840 du 3 juillet 2020 visant à créer le statut de citoyen sauveteur, lutter contre l'arrêt cardiaque et sensibiliser aux gestes qui sauvent constitue une avancée dans la protection du sauveteur en créant un statut de « citoyen sauveteur » pour les personnes qui viennent en aide de manière volontaire et bénévole aux victimes d'un accident.
L'un des buts de cette loi est d’encourager les personnes se trouvant à proximité d'une victime (le texte vise notamment une personne victime d'un arrêt cardiaque) à intervenir, sans attendre l'arrivée des services de secours. La loi du 3 juillet 2020 décharge la responsabilité des citoyens sauveteurs tout en leur permettant de bénéficier de la qualité de collaborateur occasionnel du service public.
Le Code de la Sécurité intérieure dispose désormais que « lorsqu'il résulte un préjudice du fait de son intervention, le citoyen sauveteur est exonéré de toute responsabilité civile, sauf en cas de faute lourde ou intentionnelle de sa part ». D'autre part, les diligences normales mentionnées au troisième alinéa de l'article 121-3 du code pénal s'apprécient, pour le citoyen sauveteur, de la même manière que pour les différents acteurs de sécurité civile c'est-à-dire « au regard notamment de l'urgence dans laquelle il intervient ainsi que des informations dont il dispose au moment de son intervention ».

#### Quelle est la force juridique d'un référentiel de formation?
Le sauveteur n'ayant ni les connaissances, ni un recul suffisant pour évaluer la proportionnalité entre la situation et les gestes à faire, il peut donc se reposer sur ce qu'il a appris, donc sur les référentiels de formation (manuels édités à destination des moniteurs et contenant le programme de formation) : fiches pédagogiques et techniques (avant 2000) et guides nationaux de référence (GNR), entre  2000 et 2007 et enfin les référentiels nationaux de compétence depuis 2007.
Se pose donc le problème de la force juridique de ces référentiels : dans quelle mesure peut-on s'appuyer dessus en cas de problème ?
Les référentiels officiels sont créés par des règlements, arrêtés pris en application de décrets, par exemple :
- le référentiel national de compétence Prévention et Secours Civiques de niveau 1 (PSC1) est une annexe de l'arrêté du 16 novembre 2011 modifiant l'arrêté du 24 juillet 2007 fixant le référentiel national de compétences de sécurité civile relatif à l'unité d'enseignement « PSC1 » ;
- le référentiel national de compétence Premiers Secours en Équipe de niveau 1 (PSE1) est une annexe de l'arrêté du 16 janvier 2015 modifiant l'arrêté du 24 août 2007 fixant le référentiel national de compétences de sécurité civile relatif à l'unité d'enseignement « PSE1 ».

Ce statut officiel protège le sauveteur contre des accusations d'exercice illégal d'une profession médicale ou paramédicale (par exemple médecin ou infirmier) : l'exercice illégal est défini comme la pratique d'actes déterminés dans des décrets, les textes décrivant les gestes de secourisme étant aussi des émanations de décrets (le texte lui-même est dans un arrêté ou une circulaire, mais la liste des gestes est dans un décret), ces textes sont de même niveau juridique.
Par contre, cela n'exonère pas le sauveteur de sa responsabilité pénale; fait « d'agir selon le référentiel » ne protège pas le sauveteur pénalement. Un juge prendra en compte la totalité des éléments, et la conformité au référentiel ne sera qu'un des éléments. La jurisprudence en matière de faute professionnelle fait souvent appel à la notion « d'état de l'art »; un référentiel de formation n'étant modifié que rarement (environ tous les dix ans), et les citoyens n'étant pas assujettis à une formation continue, il peut arriver que l'action du sauveteur, si elle est conforme à ce qu'il a appris, ne soit pas conforme à l'état de l'art, et donc ne soit pas optimale. Outre le fait que l'on peut s'attendre à l'indulgence du juge sur cette notion d'état de l'art (puisqu'il s'agit d'une situation d'exception), le point principal est que si le geste n'était pas optimal, il n'était cependant pas néfaste et qu'il valait mieux faire ce geste que de ne rien faire (dans la mesure où le geste était justifié).

### Protection pénale de la victime
La victime étant en position de faiblesse (détresse physique et/ou psychologique), la loi la protège bien évidemment. Une personne ne devrait donc effectuer que les gestes auxquels elle est formée, et pour les situations définies dans la formation.
Si le sauveteur effectue un geste inapproprié (c'est-à-dire non proportionné au risque) et que celui-ci cause un dommage physique ou matériel, alors il n'est plus protégé par l'article 122-7 du code pénal. Il peut au contraire être condamné pénalement pour ces faits pour manquement à une obligation de prudence.
L'action de secours est tenue légalement de respecter les libertés individuelles. Notamment, si une victime est consciente, on ne peut pas agir contre son consentement, ou contre le consentement du représentant légal dans le cas d'un mineur (parent, tuteur) ; une personne a le droit de refuser d'être soignée. Cela ne signifie pas qu'il faille recueillir le consentement avant de faire le geste, mais que le sauveteur est tenu de s'interrompre en cas de refus ; il est par ailleurs conseillé aux sauveteurs d'expliquer ce qu'ils font (annoncer les gestes et leur pourquoi) à la victime et à son entourage afin que ceux-ci comprennent bien pourquoi le geste est important.
En cas de refus de la victime ou de son représentant légal, le sauveteur a tout de même obligation de prévenir les secours en expliquant le problème : en effet, la victime ou son représentant est en droit d'avoir une information sur les risques que représentent le refus de soin, information qui ne peut émaner que d'un médecin.
Toutefois, si la victime n'est manifestement pas en possession de ses moyens (par exemple en cas de traumatisme crânien ou d'intoxication, ou bien si c'est un majeur non capable), ou si la victime a un comportement susceptible de mettre en danger sa vie (inconscience du danger, tentative de suicide) ou celle des autres (inconscience du danger, agressivité), le sauveteur peut avoir à prendre des mesures de protection contre le gré de la victime. Il devra alors impérativement le signaler aux secours lors de l'appel. Le sauveteur est alors protégé par l'article 122-7 du code pénal ; en cas d'inaction, il pourrait se voir reprocher une abstention volontaire de porter secours (sauf si la mesure de protection mettrait en danger la vie du témoin, comme un forcené armé). Mais une telle action est à réserver aux cas de réel danger, après épuisement des tentatives de discussion. Si un tuteur légal s'oppose aux soins sur un mineur visiblement en danger, cela peut motiver un appel au Samu y compris contre l'avis du tuteur légal, tout citoyen ayant l'obligation de dénoncer les cas de maltraitance.
Par ailleurs, il faut veiller à protéger la vie privée de la victime, et à ne pas révéler au public (notamment à la presse) de détails sur l'intervention.
Dans tous les cas, même en absence de condamnation pénale, la victime peut demander au sauveteur le paiement de dédommagements pour le préjudice commis.